# Kazimir Funk
Kazimir Funk (polj. Kazimierz Funk; Varšava, 23. veljače 1884. — New York, 20. studenog 1967.) - poljski biokemičar židovskog porijekla. Prvi je koristio pojam vitamin. Sintetizirao je tiamin 1911. smatrajući ga vitalno važnim aminom i nazvao ga je vitaminom. Iako se poslije ustanovilo, da mnogi vitamini nisu amini, taj se naziv zadržao do danas.
Studirao je u Berlinu i Švicarskoj, gdje je doktorirao organsku kemiju na Sveučilištu u Bernu. Poslije doktorata radio je u Pasteurovom institutu u Parizu (1904.), u suradnji s Emilom Fisherom (1906.), a kasnije je radio eksperimente u Listerovom institutu u Londonu (1910.). Po izbijanju Drugog svjetskog rata trajno se preselio u SAD.
Otkrio je postojanje vitamina B1 u smeđoj riži. Posvetio je svoj rad proučavanju i izoliranju do tada nepoznate tvari nađene u smeđoj riži. Napokon je uspio izolirati tu tvar 1912. godine, i zbog toga što je sadržavala amino grupu, nazvao ju je vitamin. Ona je kasnije postala poznata kao vitamin B1 ili tiamin.
Vitamin B1 se uglavnom nalazi u žitaricama i mlijeku. Funk je iznio pretpostavku, da se bolesti mogu liječiti vitaminima. Od 1915. godine počeo je raditi za nekoliko američkih farmaceutskih kompanija s fokusom na vitaminske proizvode. Godine 1923. u Varšavi, Funk je proveo istraživanje o hormonima, a 1928. godine u Parizu usmjerio je svoju pažnju na spolne hormone. Godine 1936. utvrdio je molekularnu strukturu tiamina i prvi je izolirao nikotinsku kiselinu (vitamin B3). Funk je također radio istraživanja o dijabetesu, čirevima i biokemiji tumora.